# سیارک ۲۲۱۵۱۶
سیارک ۲۲۱۵۱۶ (به انگلیسی: 221516 Bergen-Enkheim، نامگذاری:2006PR4) دویست و بیست و یک هزار و پانصد و شانزدهمین سیارک کشف شده‌است که در ۱۳ اوت ۲۰۰۶ کشف شد.